# Томас Берк
Томас Едмунд «Том» Берк (англ. Thomas Edmund "Tom" Burke; 15 січня 1875 — 14 лютого 1929) — американський легкоатлет, дворазовий олімпійський чемпіон з бігу.

## Біографія
Народився 15 січня 1875 року в місті Бостон, штат Масачусетс.
Навчався у Бостонському університеті, згодом проходив аспірантуру в Гарвардському університеті.
Неодноразово перемагав на змаганнях Любительської легкоатлетичної спілки (AAU) з бігу на 400 ярдів (1895—1897) та на 800 ярдів (1899). На першому чемпіонаті Міжколеджевої асоціації легкоатлетів-любителів США (IC4A) 1897 року був членом естафетної команди.
На літніх Олімпійських іграх 1896 року в Афінах змагався у двох легкоатлетичних дисциплінах: біг на 100 та 400 метрів. Встановивши олімпійські рекорди, виграв у обох дисциплінах, ставши першим дворазовим олімпійським чемпіоном з легкої атлетики.
По закінченню навчання займався приватною юридичною практикою у Бостоні, працював журналістом, співпрацюючи, зокрема, з «Boston Journal» та «The Boston Post». Протягом незначного часу був також тренером у Академії Мерсерсбург.
Помер 14 лютого 1929 року в Бостоні.

## Олімпійські результати
| Олімпіада  | Дисципліна        | Результат      | Місце |
| ---------- | ----------------- | -------------- | ----- |
| Афіни 1896 | біг на 100 метрів | 12.0 сек (ОлР) | 1     |
| Афіни 1896 | біг на 400 метрів | 54.2 сек (ОлР) | 1     |